# Kabinett Schäffer
Das Kabinett Schäffer wurde am 28. Mai 1945 von der amerikanischen Besatzungsmacht als Staatsregierung des Freistaates Bayern eingesetzt. Es war die erste bayerische Landesregierung nach Ende des Zweiten Weltkriegs. Nachdem die Militärregierung zur Ansicht gekommen war, dass Schäffer den öffentlichen Dienst nicht rigoros genug von ehemaligen Parteimitgliedern der NSDAP gesäubert hatte, entließ sie am 28. September 1945 ihn und sein Kabinett. Ihm folgte das Kabinett Hoegner I.
| Amt                         | Name                                              | Partei                 | Staatssekretäre                                                    |
| --------------------------- | ------------------------------------------------- | ---------------------- | ------------------------------------------------------------------ |
| Ministerpräsident           | Fritz Schäffer                                    | parteilos (BVP/CSU) 1) | Anton Pfeiffer Staatsrat/Leiter der Staatskanzlei ab 10. Juli 1945 |
| Inneres                     | Karl August Fischer 7. Juni bis 1. September 1945 | parteilos              | –                                                                  |
| Justiz                      | Hans Ehard                                        | parteilos (BVP/CSU) 1) | –                                                                  |
| Finanzen                    | Fritz Schäffer                                    | parteilos (BVP/CSU) 1) | –                                                                  |
| Wirtschaft                  | Karl Arthur Lange 6. Juni bis 20. September 1945  | parteilos              | –                                                                  |
| Landwirtschaft und Forsten  | Ernst Rattenhuber                                 | parteilos (CSU) 2)     | –                                                                  |
| Bahn                        | Karl Rosenhaupt                                   | parteilos              | –                                                                  |
| Post                        | Hugo Geiger                                       | parteilos (CSU) 2)     | –                                                                  |
| Unterricht und Kultus       | Otto Hipp ab 16. Juni 1945                        | parteilos (BVP/CSU) 1) | –                                                                  |
| Arbeit und Soziale Fürsorge | Albert Roßhaupter                                 | SPD                    | –                                                                  |

1) Vor deren Auflösung 1933 Mitglied der BVP; ab Ende 1945 Mitglied der CSU (formell gegründet am 11. / 13. Oktober in München und Würzburg).
2) Ab Ende 1945 Mitglied der CSU (formell gegründet am 11. / 13. Oktober in München und Würzburg).